# The Unnatural (The X-Files)
«The Unnatural» es el decimonoveno episodio de la sexta temporada de la serie de televisión estadounidense de ciencia ficción The X-Files, que se emitió por primera vez el 25 de abril de 1999 en la cadena Fox. Escrito y dirigido por el actor principal David Duchovny, el episodio no está relacionado con la mitología más amplia de The X-Files y funciona como una historia del «monstruo de la semana». «The Unnatural» obtuvo una calificación Nielsen de 10,1, y su primera transmisión fue vista por 16,88 millones de personas. El episodio recibió opiniones positivas de los críticos y fue muy apreciado por los miembros del elenco y el equipo, incluido el creador de la serie Chris Carter y la coprotagonista Gillian Anderson.
La serie se centra en los agentes especiales del FBI Fox Mulder (Duchovny) y Dana Scully (Anderson) que trabajan en casos vinculados a lo paranormal, llamados expedientes X. Mulder es un creyente; aunque inicialmente se asignó a la escéptica Scully para desacreditar su trabajo, los dos han desarrollado una profunda amistad. En este episodio, Arthur Dales (M. Emmet Walsh), hermano de un agente retirado del FBI con el mismo nombre, le cuenta a Mulder la historia de un jugador de béisbol negro que jugó para los Roswell Grays en Roswell, Nuevo México, en 1947. bajo el seudónimo de «Josh Exley» (Jesse L. Martin). Exley era en realidad un extraterrestre enamorado del béisbol. Más tarde, Exley es rastreado por el cazarrecompensas extraterrestre (Brian Thompson) y ejecutado por traicionar a su gente.
Entre otras cosas, el episodio se inspiró en la historia del béisbol en Roswell, así como en el infame Incidente de Roswell de 1947. A Jesse Martin se le ofreció el papel de invitado principal como Exley después de que Duchovny lo notara en una producción del musical Rent y en un episodio de Ally McBeal. Originalmente, Darren McGavin fue elegido como Arthur Dales, pero después de sufrir un derrame cerebral, fue reemplazado por Walsh. Muchas de las escenas de béisbol al aire libre se filmaron en Jay Littleton Ballfield, un estadio de madera ubicado en Ontario, California. El episodio ha sido examinado críticamente por su uso de motivos literarios, su estructura de cuento de hadas y sus temas relacionados con el racismo y la alienación.

## Argumento
En 1947, un grupo mixto de hombres negros y blancos juegan béisbol en Roswell, Nuevo México. Un grupo de miembros del Ku Klux Klan (KKK) llega a caballo en busca de uno de los jugadores: Josh Exley (Jesse L. Martin), un talentoso jugador de béisbol negro. Los hombres del equipo luchan contra el KKK, y cuando se quita la máscara del líder del clan, se revela que el líder es un extraterrestre.
En 1999, los agentes del FBI Fox Mulder (David Duchovny) y Dana Scully (Gillian Anderson) revisan los periódicos de Roswell de la década de 1940. Mulder ve un artículo que muestra a un joven Arthur Dales (Frederic Lane), el investigador original de la división de los expedientes X, Josh Exley, y el cazarrecompensas extraterrestre (Brian Thompson) que cambia de forma. Mulder busca a Dales en Washington D. C., pero, en cambio, conoce al hermano de Dales (M. Emmet Walsh), que también se llama Arthur.
En un flashback, Dales le cuenta a Mulder que conoció a Exley por primera vez en 1947. Dales, un miembro del Departamento de Policía de Roswell, ha sido asignado para proteger a un vacilante Exley. Dales viaja con Exley y sus compañeros de equipo en su autobús, y una noche ve que Exley dormido se refleja en una ventana como un extraterrestre. Al día siguiente, durante un juego, Exley es golpeado por un lanzamiento y comienza a hacer declaraciones en un idioma extraño antes de volver a sus sentidos. Luego, Dales se da cuenta de que apareció un misterioso líquido verde donde había descansado la cabeza sangrante de Exley.
Dales decide investigar la ciudad natal de Exley, Macon, Georgia, y descubre que un niño con el nombre de Exley había desaparecido unos cinco años antes. Esa noche en el hotel, Dales escucha ruidos en la habitación de Exley e irrumpe, solo para encontrar a Exley en su forma alienígena. Exley le dice a Dales que se le prohibió mezclarse con la raza humana, pero se enamoró del juego de béisbol y se quedó en la Tierra. Exley tomó la forma de un hombre negro y jugó en las Ligas Negras para evitar llamar la atención. Cuando los cazatalentos de las ligas mayores aparecen en un juego, Exley se desempeña mal deliberadamente.
El cazarrecompensas extraterrestre, que ha estado persiguiendo al extraterrestre renegado, toma la forma de Exley y asesina a un científico que está investigando el cieno verde que encontró Dales. Dales advierte a Exley que ahora la policía lo busca y Exley se esconde.
La narrativa vuelve a los eventos al comienzo del episodio. El líder del KKK se revela como el cazarrecompensas extraterrestre, que ha llegado para asesinar a Exley. El cazarrecompensas exige que Exley vuelva a su verdadera forma antes de morir. Exley se niega y el cazarrecompensas lo mata. Sin embargo, Exley tiene sangre roja, sangre humana.

## Producción

### Concepción y redacción

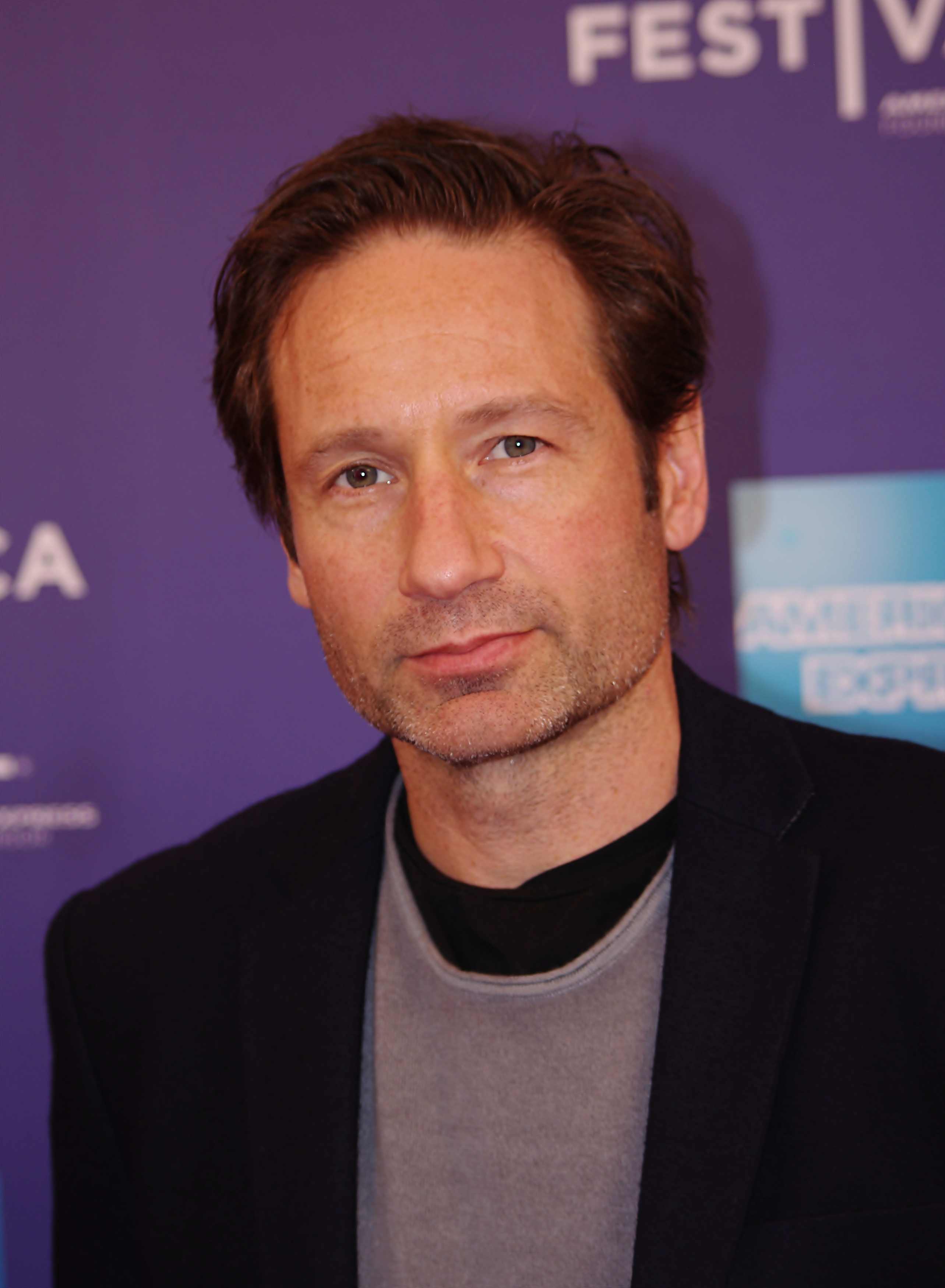
«The Unnatural» fue escrito y dirigido por el protagonista de la serie David Duchovny.

«The Unnatural» fue el primer episodio de la serie que Duchovny escribió por sí mismo. (Anteriormente, había codesarrollado las historias de los episodios de la segunda temporada «Colony» y «Anasazi», ambos con el creador de la serie, Chris Carter, y recibió créditos por la escritura del guion para los episodios de la tercera temporada «Avatar» y «Talitha Cumi»). Cuando The X-Files entró en su sexta temporada, Duchovny decidió que era el momento apropiado para intentar escribir un episodio completo. Antes de eso, había sentido que no tenía las habilidades necesarias; dijo: «No tenía la seguridad, la confianza en mi mente, de poder escribir un programa de televisión... Llevé al sexto año del programa para sentarme y escribir una de mis ideas». A fines de 1998, Duchovny se reunió con el creador de la serie, Carter, y acordaron que Duchovny escribiría una entrega de temporada para la serie.
Mientras tanto Duchovny y Carter habían querido escribir un episodio sobre el béisbol durante varios años, Duchovny concibió por primera vez la premisa básica de «The Unnatural» durante la carrera de cuadrangulares en 1998 entre Mark McGwire y Sammy Sosa cuando leyó un informe de un periódico sobre Joe Bauman. Bauman era un jugador de béisbol que, a pesar de conectar 72 jonrones durante la temporada de 1954 (en ese momento, un récord para un jugador profesional) nunca llegó a las Grandes Ligas. Duchovny inmediatamente conectó la historia de Bauman, que jugó para los Roswell Rockets, con el incidente de Roswell de 1947, diciendo: «Acabo de hacer la asociación... ¿Y si este tipo fuera un extraterrestre? Y simplemente comencé a trabajar en esa idea». Duchovny luego dijo que «estas felices coincidencias cronológicas» facilitaron el desarrollo de la historia. Duchovny trabajó en su idea solo, luego admitió que estaba satisfecho de que no recibió ninguna ayuda.
Duchovny decidió hacer que el personaje principal fuera negro y establecer la historia antes de la integración de las ligas de béisbol, inspirado en Jackie Robinson, el primer jugador negro que fue aceptado en las Grandes Ligas en la década de 1940. Después de que Duchovny terminó su primer borrador, Carter agregó puntos de trama adicionales, como la inclusión del cazarrecompensas extraterrestre y el agente retirado del FBI Arthur Dales. El título del episodio es un juego de palabras con la novela y la película The Natural. El eslogan que aparece en los créditos iniciales de este episodio es «In the Big Inning», que sirve como un juego de palabras con la frase «In the beginning».

### Reparto

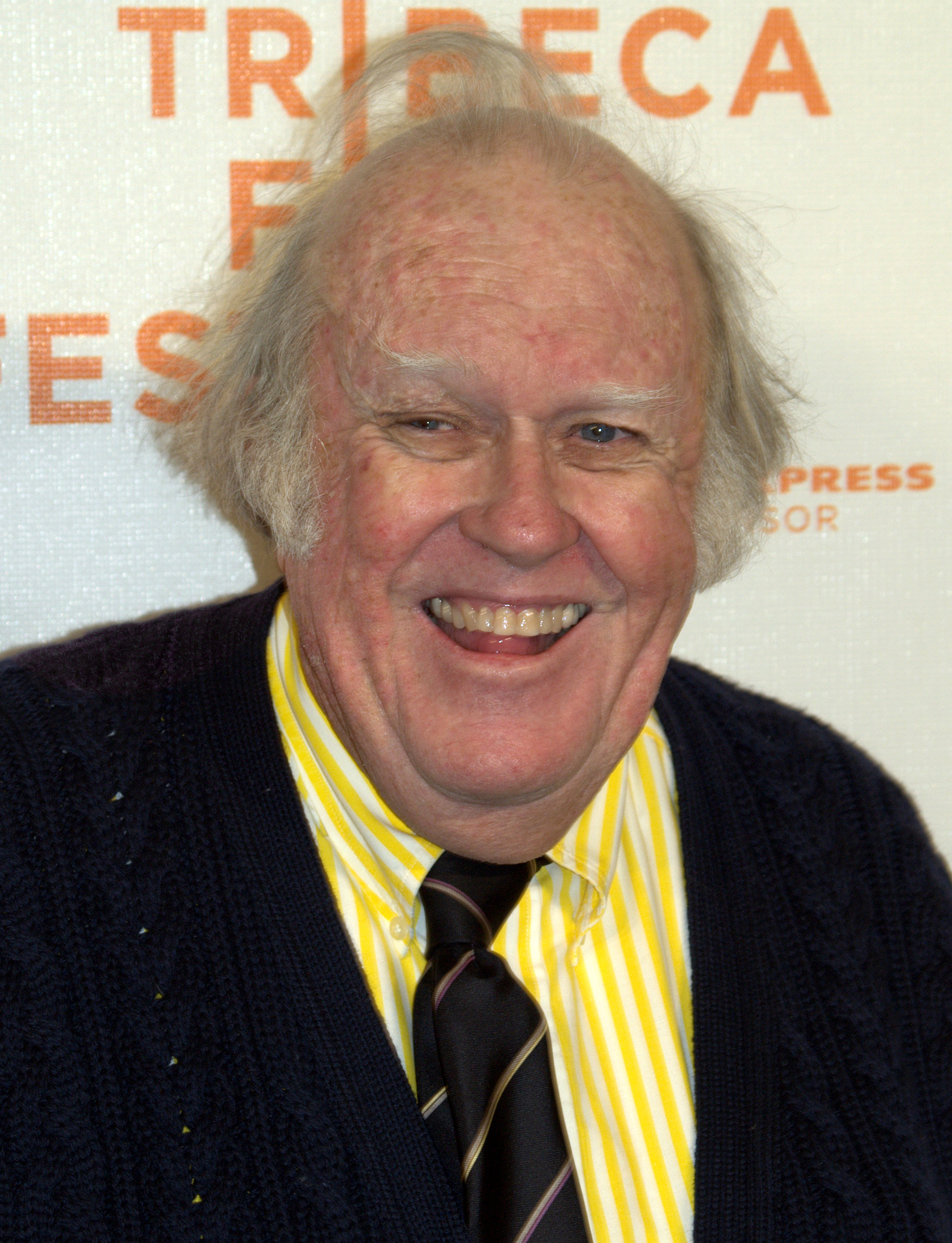
M. Emmet Walsh interpretó el papel de Arthur Dales después de que el actor original Darren McGavin sufriera un derrame cerebral.

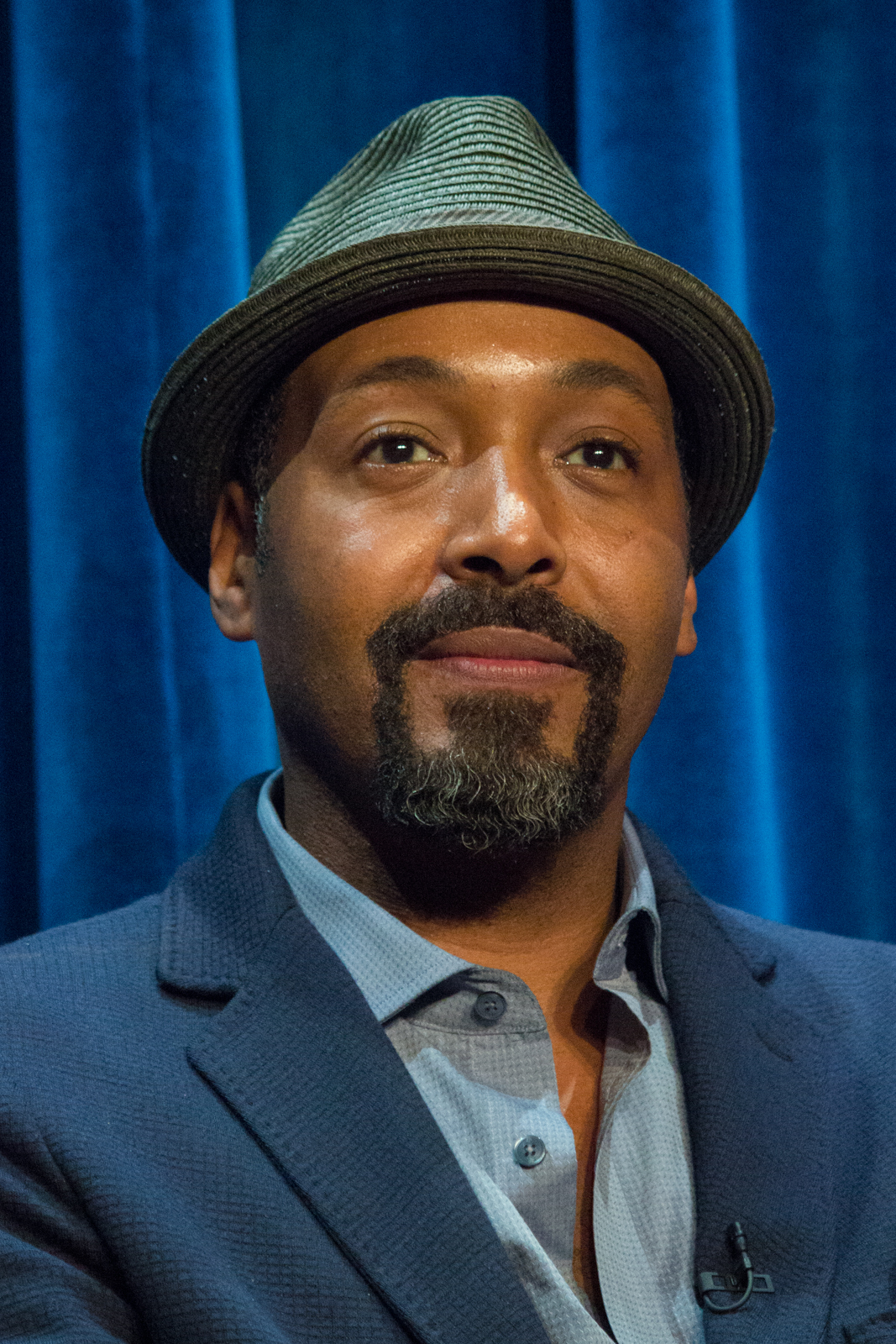
Jesse L. Martin interpretó a Exley.

Jesse L. Martin fue el primer actor considerado para el papel de Exley. Duchovny había notado a Martin por primera vez en una producción del musical Rent, y lo notó nuevamente durante una aparición especial en la comedia dramática legal de Fox Ally McBeal. Al ver la última actuación, Duchovny decidió que Martin tenía la «sensación correcta» para el papel principal. Duchovny señaló más tarde que tuvo poca participación en el proceso de casting ya que la mayoría de los personajes del episodio eran recurrentes.
Originalmente, Darren McGavin estaba listo para repetir su papel de Arthur Dales; el personaje había aparecido previamente en el episodio de la quinta temporada «Travelers» y en el episodio de la sexta temporada «Agua Mala». Desafortunadamente, dos días después de la filmación, McGavin sufrió un derrame cerebral, lo que obligó a Duchovny y a los productores a descartar las pocas escenas que había filmado, reescribir el guion para explicar su ausencia y reemplazar su personaje con M. Emmet Walsh. Debido a que muchas de las escenas que presentaban a un Dales más joven ya se habían filmado, Duchovny se vio obligado a darle al personaje de Walsh el mismo nombre que al personaje de McGavin; esto se justificó en el episodio como una peculiaridad de parte de los padres de los dos hermanos. Las dos escenas que se filmaron con McGavin incluyeron la secuencia en la que Mulder le pregunta a Dales si todos los grandes jugadores de béisbol son extraterrestres, y una escena en la que Mulder le pregunta a Dales por qué se unió al FBI. McGavin finalmente se recuperó y permitió que sus escenas se incluyeran en el DVD de la sexta temporada como características adicionales. El productor ejecutivo Frank Spotnitz más tarde lo calificó como un «gran dolor» porque el programa tuvo que reemplazar a Darren McGavin porque los productores de la serie eran «grandes admiradores» de su papel en la película de 1972 The Night Stalker y la serie de televisión del mismo nombre.
El actor Frederic Lane había aparecido anteriormente en «Travelers», interpretando la versión más joven del personaje de McGavin. Dado que McGavin fue eliminado del episodio, Lane interpretó la versión más joven del personaje de Walsh. El locutor de radio de Los Angeles Dodgers Vin Scully (cuyo nombre sirvió de inspiración para el nombre de Dana Scully) interpretó al locutor de béisbol en este episodio. El locutor inicialmente no pudo presentarse debido a problemas presupuestarios, pero luego accedió a grabar su parte de forma gratuita. Daniel Duchovny, el hermano de David, apareció en este episodio en un papel secundario como jinete de banco.

### Filmación y posproducción
«The Unnatural» fue la primera entrega de la serie dirigida por Duchovny. Mientras Duchovny trabajaba en los puntos de la trama con Carter, ambos coincidieron en que el episodio serviría como debut de Duchovny como director. Como el episodio no presentaba a su personaje, ya que está enmarcado como un flashback, Duchovny pudo concentrarse en la preproducción. Este método narratológico también le dio a Anderson un pequeño respiro de su trabajo. Mientras que Duchovny más tarde expresó su gratitud por el hecho de que «The Unnatural» le permitiera tener un sentido de la dirección, también experimentó una gran ansiedad durante el proceso de producción debido al estrés de escribir y dirigir. Sin embargo, cuando el episodio terminó, Duchovny estaba contento, llamando al resultado final «grandioso». Más tarde notó que su estrés era en gran medida innecesario porque el episodio se habría producido incluso «si hubiera aparecido y babeado durante 24 horas al día».
Las primeras cinco temporadas de la serie se filmaron principalmente en Vancouver, Columbia Británica, pero la producción de la sexta temporada del programa se basó en Los Ángeles, California. Jay Littleton Ballfield, un estadio de madera ubicado en Ontario, California, fue utilizado como escenario para el estadio de béisbol Roswell Baseball Stadium. Los productores del programa anunciaron en los periódicos locales y en la radio local para que los aficionados asistieran al partido vestidos con ropa de la época. Durante la filmación, se llevó a cabo una rifa entre las tomas, y se entregaron copias firmadas de la película, banda sonora y póster de The X-Files. La escena con Mulder enseñando a Scully cómo jugar béisbol fue filmada en Cheviot Hills Park en Los Ángeles. El parque fue utilizado más tarde en el episodio de la octava temporada «Three Words» y en el episodio de la novena temporada «Lord of the Flies».
La diseñadora de vestuario Christine Peters confeccionó los uniformes de béisbol del episodio después de visitar Sports Robe, una casa de disfraces de Hollywood. Dena Green, del departamento de peluquería, dio cortes de pelo extras para que estuvieran en el estilo de los años cuarenta. La coordinadora de automóviles Kelly Padovich alquiló dos autobuses Flxible modelo 1947 para las escenas en autobús de Roswell Greys, así como varios otros coches de los años 1930 y 1940. El investigador Lee Smith trabajó con el Salón de la Fama del Béisbol para garantizar la precisión de las estadísticas utilizadas en el episodio. El departamento de utilería desarrolló desde cero el Peter Rosebud Bank que Dales muestra a Mulder; fue uno de los utileros más caros de la temporada. La partitura de Mark Snow, el compositor del espectáculo, fue grabada con músicos en lugar de sintetizadores por primera vez en la historia de la serie; el guitarrista Nick Kirgo y el intérprete de armónica Tommy Morgan ayudaron a Snow con la música.

## Temas

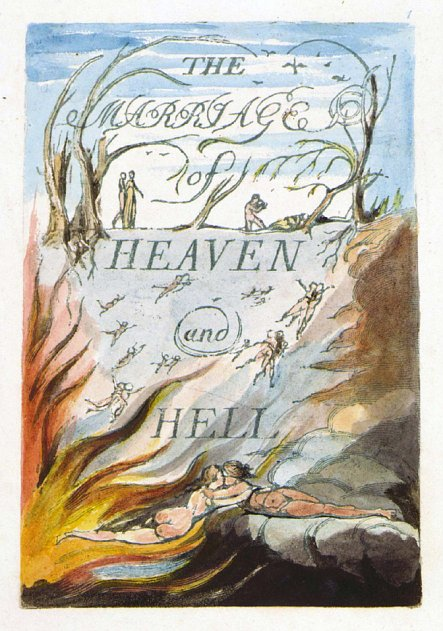
Mulder menciona uno de los «Proverbios del Infierno» de William Blake de su libro del, El matrimonio del cielo y el infierno, en una discusión con Scully.

Cerca del comienzo del episodio, Mulder utiliza uno de los «Proverbios del infierno» de William Blake de su libro del siglo XVIII, El matrimonio del cielo y el infierno en una discusión con Scully: «El camino hacia el exceso conduce al palacio de la sabiduría». Sharon R. Yang, en su ensayo «Weaving and Unweaving the Story» (Tejiendo y destejiendo la historia), escribe que Mulder está usando la rica literatura para «justificar su apasionada dedicación a la búsqueda de conocimiento en áreas arcanas desdeñadas por la autoridad intelectual dominante». Además, Robert Shearman y Lars Pearson, en su libro Wanting to Believe: A Critical Guide to The X-Files, Millennium & The Lone Gunmen, sostienen que el episodio funciona como un cuento de hadas, y que su conclusión es un ejemplo de un final feliz; Exley sangra sangre roja mientras yace moribundo, concediendo al extraterrestre su deseo de volverse humano. Además, los dos musitaron que la naturaleza meta del episodio es similar a la forma en que los fanáticos de la serie reaccionaron a los nuevos episodios de The X-Files.
Las ideas de racismo y segregación también impregnan el episodio. Sara Gwenllian-Jones en su libro Cult Television sostiene que, a lo largo de la entrada, «los negros son equiparados con extraterrestres», convirtiéndolos en un cierto tipo de «otro» que «nunca se les permite encajar o sentirse seguros». Gwenllian-Jones destaca la escena en la que Dales, tarde una noche en el autobús del equipo, se despierta para ver el cuerpo dormido de Exley reflejado como un extraterrestre en una ventana como ejemplo de la comparación racial. Ella señala que, a pesar de venir a la Tierra, Exley se ha mudado de una sociedad segregada (la de los extraterrestres) a otra. Ella señala que Exley, después de revelar su verdadera forma a Dales, dice que «mi gente cuida su privacidad con celo. No quieren que nuestra gente se mezcle con tu gente». Esta cita expresa un sentimiento similar a la mentalidad segregada de los años cuarenta.

## Recepción

### Audiencia
«The Unnatural» se emitió originalmente en los Estados Unidos en la cadena Fox el 25 de abril de 1999. En Estados Unidos, el episodio fue visto por 16,88 millones de espectadores, y se clasificó como el decimoséptimo episodio más visto de cualquier serie de televisión en la semana que terminó el 25 de abril. Obtuvo una calificación Nielsen de 10,1, con una participación de 15. Las calificaciones Nielsen son sistemas de medición de audiencia que determinan el tamaño de la audiencia y la composición de la programación televisiva.en los Estados Unidos. Esto significa que aproximadamente el 10,1 por ciento de todos los hogares equipados con televisión y el 15 por ciento de los hogares que miraban televisión estaban viendo el episodio. El 5 de noviembre de 2002, el episodio fue lanzado en DVD como parte de la sexta temporada completa.

### Reseñas
El reparto y el equipo del programa fueron halagadores hacia el episodio terminado. Carter dijo: «Creo que David, una persona que tiene un conocimiento muy íntimo del programa, aprovechó su oportunidad para contar un tipo de archivo X muy diferente y ampliar el espectáculo elástico que es». Anderson también se mostró complacida, diciendo: «Estaba orgullosa de David por escribir el guion. Me pareció maravilloso. Era amable y gentil, respetuoso y humilde, y siempre trataba de hacer lo mejor que podía».
Las reseñas iniciales fueron positivas. Eric Mink del New York Daily News, en una reseña previa al preestreno, dijo que «ingeniosamente injerta elementos clásicos de la historia de X-Files y se burla de sí mismo y se burla del ingenioso ingenio en una premisa deliciosamente fresca». La reseña del Lexington Herald-Leader fue mayormente positiva, elogiando la inteligente escritura y notando que el «programa estaba lleno de placeres visuales». Sarah Stegall otorgó al episodio cinco puntos sobre cinco, elogiando el análisis de Duchovny sobre «la intolerancia desde dos ángulos» y su habilidad para vincular el «arco de conspiración de The X-Files en curso... a una tragedia cómica como ésta». Stegall también calificó la dirección de Duchovny de «innovadora e interesante», y aplaudió una escena de transición, en la que la cámara aparentemente se mueve a través de una pantalla de televisión, como «una maravillosa metáfora visual de The X-Files en sí».
Paula Vitaris de Cinefantastique dio al episodio una reseña muy positiva, otorgándole cuatro estrellas de cuatro. Vitaris fue halagadora con la exposición del episodio y escribió: «Sobre todo, “The Unnatural” se trata del poder de la narración. No sabemos si la historia de Dales es cierta o si son las divagaciones de un hombre averiado, pero al final, esto es irrelevante». Melissa Runstrom, del Michigan Daily, la calificó de «encantadora historia independiente», pero «parece decir más sobre la condición humana que sobre cualquier complot extraterrestre». Tom Kessenich, en su libro Examinations: An Unauthorized Look at Seasons 6–9 of the X-Files, escribió: «En su entretenido debut como escritor/director de The X-Files, Duchovny nos llevó por un camino muy familiar esta temporada: [el humor]. Pero a diferencia de algunos navegantes anteriores, Duchovny se mantuvo en el rumbo, se aseguró de que vimos todos los puntos espectaculares a lo largo del camino y, cuando llegamos a nuestro destino final, me di cuenta de que disfruté mucho el paseo».
Reseñas recientes también han aplaudido el episodio. Shearman y Pearson calificaron el episodio cinco estrellas de cinco, describiéndolo como «[una] encantadora... fábula cómica». Todd VanDerWerff de The A.V. Club otorgó al episodio una «A-» y escribió que «funciona porque toma esta idea tan tonta y procede a tomarla en serio». Criticó el programa por su «cordialidad» y su dependencia en el estereotipo del «hombre negro mágico», pero concluyó que «The Unnatural» fue exitoso «porque abraza este lado del perfil del programa [que] podría hacer algo dulce y encantador y conmovedor». VanDerWerff también elogió la actuación de Martin, calificándolo de «estupendo». Cynthia Fuchs de PopMatters escribió que el debut como director de Duchovny fue excelente.
Desde su debut, el episodio ha sido catalogado como uno de los mejores episodios de The X-Files. Kessenich lo nombró uno de los «25 mejores episodios de todos los tiempos» de The X-Files, ubicándolo en el número seis. The Vancouver Sun incluyó a «The Unnatural» en su lista de los mejores episodios independientes del programa y dijo que la historia era desgarradora. Además, la escena en la que Mulder enseña a Scully a jugar béisbol fue bien recibida por los críticos. Shearman y Pearson escribieron que «es especialmente encantador y le da a este episodio sentimental un brillo extra cálido». Jean Helms de The Mobile Register lo nombró uno de los «10 clips de X-Files que nos gustaría ver en el video oficial de “David Duchovny” de Bree Sharp». Vitaris llamó a la escena «uno de los finales más encantadores en un episodio de X-Files» debido a sus cualidades «absolutamente entrañables» y su «subtexto tácito».